# Underground Sound of Lisbon
Underground Sound of Lisbon (abrégé USL) est un groupe portugais de house, originaire de Lisbonne, actif entre 1993 et 2020.

## Histoire
Le groupe est formé en 1993. Le premier disque du tout nouveau label Kaos, le premier label discographique portugais de dance, est Chapter One d'Underground Sound of Lisbon. Tó Pereira (DJ Vibe), Rui da Silva et António Cunha sont les fondateurs de Kaos Records.
La face B So Get Up, dont les paroles et la voix sont celles du poète californien Ithaka (Ithaka Darin Pappas), connait un grand succès et est vendue sous licence au label nord-américain Tribal Records. En plus des remixes, la partie vocale d'Ithaka apparaît sur cette seule reprise américaine, et est ensuite remixée et samplée plus d'un millier de fois. Le poème So Get Up est considéré comme l'a cappella le plus samplé de l'histoire de la musique, et peut également être considéré comme l'un des exemples les plus célèbres de poésie littéraire jamais écrite au Portugal, aux côtés des œuvres de Fernando Pessoa et Luís de Camões. So Get Up atteint notamment la 83e place de l'Official Singles Chart en 1994. En 2018, la Red Bull Academy le considère comme un véritable hymne.
Durant son histoire, le groupe réalise des remixes pour divers projets. En 1998, ils sortent l'album Early Years. En 2000, ils sortent l'album Etnocity avec des remixes pour divers artistes, dont Maria João. En 2004, ils sortent un album commémorant le 10e anniversaire de la sortie de So Get Up. En 2014, USL s'associe à un DJ set au Rock in Rio-Lisbonne. 

## Discographie

### Albums studio
- 1998 : Early Years - The Singles Collection 1993/1998 (Kaos)
- 2000 : Etnocity (Universal)
- 2004 : So Get Up - 10th Anniversary Edition (Kaos)

### Singles
- 1993 : Chapter One
- 1994 : So Get Up
- 1997 : Chapter Two
- 1998 : Are You Looking for Me (avec Celeda)
- 2000 : The Lights
- 2000 : African Dreams (avec Filipe Mukenga)
- 2001 : Etnocity Album Sampler (avec Maria João et Mário Laginha)
- 2002 : So Get Up 2002
- 2007 : So Get Up 2007

### Compilations
- 1995 : Kaos Totally Mix - So Get Up (Original & King Size Mix) / Dance With Me
- 1995 : Kaos Totally Mix 2 - Music So Good
- 1998 : Onda Sonora - Hailwa Yange Oike Mbela (Remix) (avec Filipe Mukenga)

### Autres
- 1997 : Goosebumps (sous NYLX, USL avec Danny Tenaglia et Claudia Radbauer)